# Chiesa cattolica a Cuba
La Chiesa cattolica a Cuba è parte della Chiesa cattolica universale in comunione con il vescovo di Roma, il papa.

## Organizzazione ecclesiastica
La Chiesa cattolica è presente sull'isola con 3 sedi metropolitane e 8 diocesi suffraganee:
- Arcidiocesi di San Cristóbal de la Habana
  - Diocesi di Matanzas
  - Diocesi di Pinar del Río
- Arcidiocesi di Santiago di Cuba
  - Diocesi di Guantánamo-Baracoa
  - Diocesi di Holguín
  - Diocesi di Santísimo Salvador de Bayamo-Manzanillo
- Arcidiocesi di Camagüey
  - Diocesi di Ciego de Ávila
  - Diocesi di Cienfuegos
  - Diocesi di Santa Clara

## Statistiche
La chiesa cattolica a Cuba al termine dell'anno 2010 su una popolazione di 11.242.000 abitanti contava 6.766.000 battezzati, corrispondenti al 60,1% del totale.
| anno | popolazione | popolazione | popolazione | presbiteri | presbiteri | presbiteri | presbiteri                | diaconi | religiosi | religiosi | parrocchie |
| anno | battezzati  | totale      | %           | numero     | secolari   | regolari   | battezzati per presbitero | diaconi | uomini    | donne     | parrocchie |
| ---- | ----------- | ----------- | ----------- | ---------- | ---------- | ---------- | ------------------------- | ------- | --------- | --------- | ---------- |
| 2004 | 6.331.250   | 12.546.846  | 50,4        | 299        | 180        | 119        | 21.174                    | 59      | 153       | 646       | 295        |
| 2010 | 6.766.000   | 11.242.000  | 60,1        | 361        | 190        | 171        | 18.744                    | 71      | 208       | 619       | 304        |

## Nunziatura apostolica

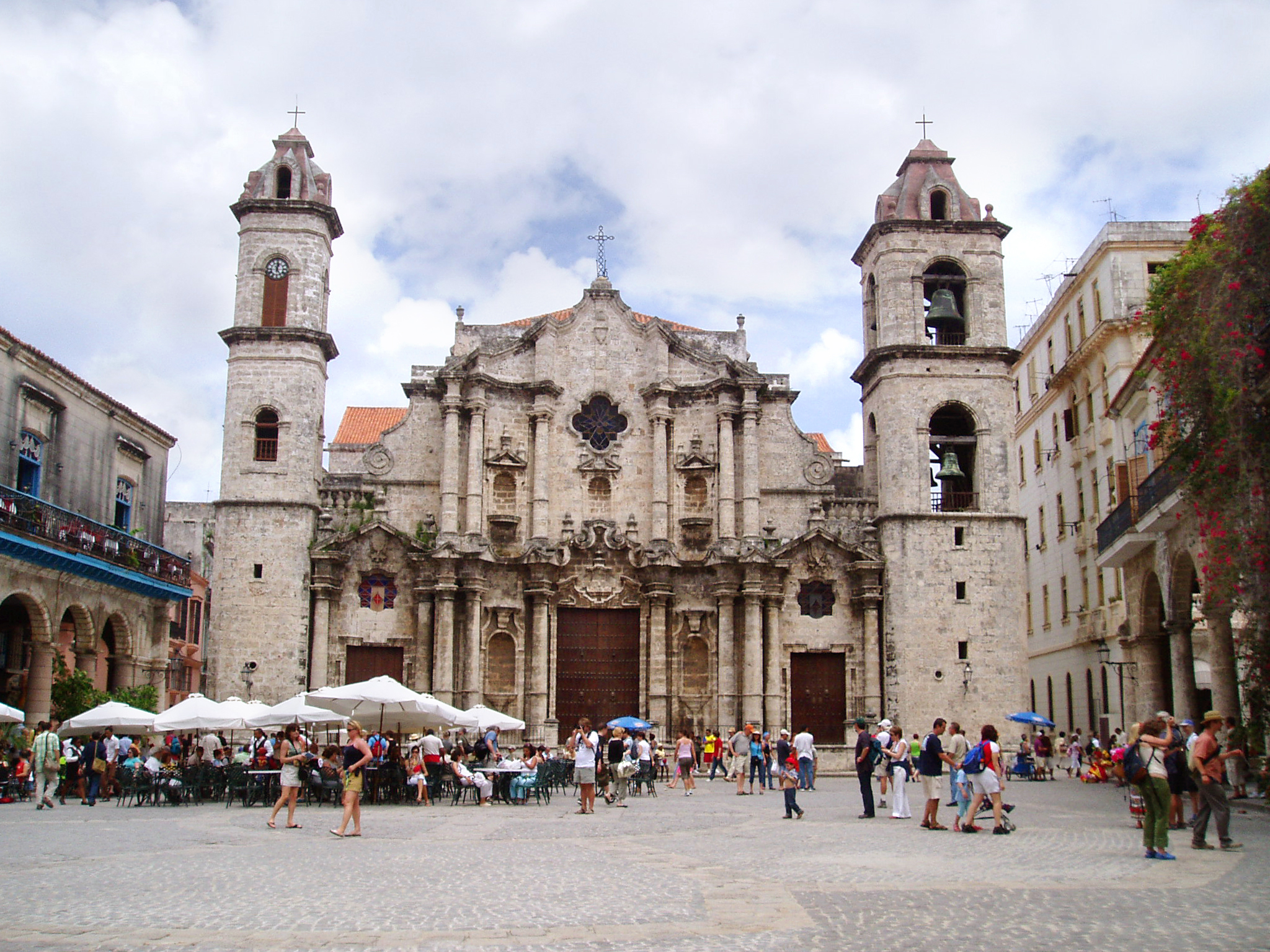
La cattedrale di L'Avana.

La delegazione apostolica a Cuba e Porto Rico fu istituita nel 1898.
Il 7 dicembre 1925 fu eretta la delegazione apostolica nelle isole Antille con il decreto Ea est Antillarum insularum, con giurisdizione su tutte le isole Antille e con sede a L'Avana. Essa sostituì la precedente delegazione apostolica a Cuba e Porto Rico.
Il 2 settembre 1935, con il breve Reipublicae Cubanae di papa Pio XI, fu creata la nunziatura apostolica a Cuba.
Il 10 agosto 1938, in forza del decreto Decreto Antillarum della Congregazione per gli affari ecclesiastici straordinari, fu soppressa la delegazione apostolica nelle isole Antille e contestualmente la Giamaica e l'Honduras britannico furono assegnate alla nunziatura apostolica a Cuba.

### Delegati apostolici a Cuba e Porto Rico
- Placide Louis Chapelle, arcivescovo titolare di Arabisso (16 settembre 1898 - 9 agosto 1905 deceduto)
- Giuseppe Aversa, arcivescovo titolare di Sardi (24 maggio 1906 - 21 ottobre 1909 nominato delegato apostolico in Venezuela)
- Adolfo Alejandro Nouel y Boba-Dilla, arcivescovo di Santo Domingo (3 novembre 1913 - 1915 dimesso)
- Tito Trocchi, arcivescovo titolare di Lacedemonia (9 dicembre 1915 - 25 maggio 1921 nominato internunzio apostolico in Bolivia)
- Pietro Benedetti, arcivescovo titolare di Tiro (22 luglio 1921 - 7 dicembre 1925 dimesso)

### Delegati apostolici nelle Antille
- George Joseph Caruana, arcivescovo titolare di Sebastea (22 dicembre 1925 - 10 agosto 1938 dimesso)

### Nunzi apostolici a Cuba
- George Joseph Caruana, arcivescovo titolare di Sebastea (15 settembre 1935 - 26 aprile 1947 dimesso)
- Antonio Taffi, arcivescovo titolare di Sergiopoli (14 maggio 1947 - 9 gennaio 1950 nominato nunzio apostolico in Nicaragua)
- Giuseppe Burzio, arcivescovo titolare di Gortina (18 dicembre 1950 - 7 gennaio 1955 dimesso)
- Luigi Centoz, arcivescovo titolare di Edessa di Osroene (29 novembre 1954 - 5 luglio 1962 nominato vice-camerlengo della Camera Apostolica)
  - Cesare Zacchi, vescovo titolare di Zella (1962 - 24 maggio 1974 nominato nunzio apostolico) (incaricato d'affari ad interim)
- Cesare Zacchi, arcivescovo titolare di Maura (24 maggio 1974 - 1º giugno 1975 nominato presidente della Pontificia Accademia Ecclesiastica)
- Mario Tagliaferri, arcivescovo titolare di Formia (25 giugno 1975 - 15 dicembre 1978 nominato nunzio apostolico in Perù)
- Giuseppe Laigueglia, arcivescovo titolare di Elie (20 gennaio 1979 - 31 luglio 1980 nominato officiale della curia romana)
- Giulio Einaudi, arcivescovo titolare di Villamagna di Tripolitania (5 agosto 1980 - 23 settembre 1988 nominato nunzio apostolico in Cile)
- Faustino Sainz Muñoz, arcivescovo titolare di Novaliciana (29 ottobre 1988 - 7 ottobre 1992 nominato nunzio apostolico nella Repubblica Democratica del Congo)
- Beniamino Stella, arcivescovo titolare di Midila (15 dicembre 1992 - 11 febbraio 1999 nominato nunzio apostolico in Colombia)
- Luis Robles Díaz, arcivescovo titolare di Stefaniaco (6 marzo 1999 - 4 ottobre 2003 nominato vicepresidente della Pontificia commissione per l'America Latina)
- Luigi Bonazzi, arcivescovo titolare di Atella (30 marzo 2004 - 14 marzo 2009 nominato nunzio apostolico in Lituania ed Estonia)
- Giovanni Angelo Becciu, arcivescovo titolare di Roselle (23 luglio 2009 - 10 maggio 2011 nominato sostituto per gli affari generali della Segreteria di Stato)
- Bruno Musarò, arcivescovo titolare di Abari (6 agosto 2011 - 5 febbraio 2015 nominato nunzio apostolico in Egitto)
- Giorgio Lingua, arcivescovo titolare di Tuscania (17 marzo 2015 - 22 luglio 2019 nominato nunzio apostolico in Croazia)
- Giampiero Gloder, arcivescovo titolare di Telde (11 ottobre 2019 - 23 febbraio 2024 nominato nunzio apostolico in Romania e Moldavia)
- Antoine Camilleri, arcivescovo titolare di Skálholt, dal 20 maggio 2024

## Conferenza episcopale
L'episcopato cubano costituisce la Conferenza dei Vescovi cattolici di Cuba (Conferencia de Obispos Católicos de Cuba, COCC).
La COCC è membro del Consejo Episcopal Latinoamericano (CELAM).
Elenco dei Presidenti della Conferenza episcopale:
- Cardinale Manuel Arteaga y Betancourt, arcivescovo di San Cristóbal de la Habana (1958 - 1963)
- Arcivescovo Evelio Díaz y Cía, arcivescovo di San Cristóbal de la Habana (1963 - 1970)
- Arcivescovo Francisco Ricardo Oves Fernández, arcivescovo di San Cristóbal de la Habana (1970 - 1973)
- Vescovo José Maximino Eusebio Domínguez y Rodríguez, vescovo di Matanzas (1973 - 1976)
- Arcivescovo Francisco Ricardo Oves Fernández, arcivescovo di San Cristóbal de la Habana (1976 - 1979)
- Arcivescovo Pedro Claro Meurice Estíu, arcivescovo di Santiago di Cuba (1979 - 1982)
- Vescovo Adolfo Rodríguez Herrera, arcivescovo di Camagüey (1982 - 1988)
- Cardinale Jaime Lucas Ortega y Alamino, arcivescovo di San Cristóbal de la Habana (1988 - 1998)
- Vescovo Adolfo Rodríguez Herrera, arcivescovo di Camagüey (1998 - 2001)
- Cardinale Jaime Lucas Ortega y Alamino, arcivescovo di San Cristóbal de la Habana (6 dicembre 2001 - aprile 2007)
- Arcivescovo Juan de la Caridad García Rodríguez, arcivescovo di Camagüey (aprile 2007 - 11 novembre 2013)
- Arcivescovo Dionisio Guillermo García Ibáñez, arcivescovo di Santiago di Cuba (11 novembre 2013 - 10 novembre 2017)
- Vescovo Emilio Aranguren Echeverría, vescovo di Holguín (10 novembre 2017 - 7 novembre 2024)
- Vescovo Marcelo Arturo González Amador, vescovo di Santa Clara, dal 7 novembre 2024

Elenco dei Vicepresidenti della Conferenza episcopale:
- Cardinale Jaime Lucas Ortega y Alamino, arcivescovo di San Cristóbal de la Habana (2009 - 2013)
- Vescovo Marcelo Arturo González Amador, vescovo di Santa Clara (11 novembre 2013 - 7 novembre 2024)
- Vescovo Juan Gabriel Díaz Ruiz, vescovo di Matanzas, dal 7 novembre 2024

Elenco dei Segretari generali della Conferenza episcopale:
- Vescovo Emilio Aranguren Echeverría, vescovo ausiliare di Cienfuegos-Santa Clara, poi vescovo di Cienfuegos-Santa Clara, poi vescovo di Cienfuegos, poi vescovo di Holguín (1991 - 2006)
- Vescovo Juan de Dios Hernández Ruiz, S.I., vescovo di Pinar del Rio (2006 - 7 novembre 2024)
- Vescovo Juan Gabriel Díaz Ruiz, vescovo ausiliare di San Cristóbal de la Habana, dal 7 novembre 2024